# Lucy Riall
Lucy Riall (4 januari 1962) is een historica met de Ierse en Britse nationaliteit. Ze is werkzaam als hoogleraar geschiedenis van Europa in de wereld (19e en 20e eeuw) aan het European University Institute in Fiesole. 

## Opleiding en loopbaan
Riall studeerde geschiedenis (bachelor) en politicologie (master) aan de London School of Economics, waarna zij in 1988 te Cambridge aan het Newnham College promoveerde in de geschiedenis. Vervolgens was zij als docent werkzaam bij datzelfde college, waarna posities aan de Universiteit van Essex en de Universiteit van Londen volgde. Van 2007 tot 2017 was Riall als professor werkzaam bij dit laatste instituut, aan Birkbeck College. Vanaf 2017 bekleedt ze haar huidige functie. Als gastdocent heeft Riall onder meer voor de Universiteit van Freiburg en de Universiteit van Californië-Berkely gewerkt.
Als historica is Riall gespecialiseerd in de geschiedenis van Italië tijdens de 19e eeuw, een periode die grofweg overeenkomt met het Risorgimento. Ook doet zij onderzoek naar Europese migratie naar Zuid-Amerika, voornamelijk vanuit Italië. Riall geldt tevens als een groot kenner van het leven en nachleben van Giuseppe Garibaldi. 
Naast haar primaire werkzaamheden bekleedt en bekleedde Riall tal van nevenfuncties. Zo zat ze in de jury van de Dr. A.H. Heinekenprijs (historische wetenschap) en was ze voorzitter van de Association for the Study of Modern Italy. Ook zetelt ze in de adviesraden van tal van wetenschappelijke tijdschriften, waaronder de European HIstory Quarterly, het Journal of Modern Italian Studies en Meridiana. 
Ook is zij een veelgevraagd spreker. Zo is zij meerdere malen te gast geweest bij zowel de BBC als bij de RAI. 

## Publicaties (selectie)
- The Italian Risorgimento. State, society and national unification (Londen 1994).
- Sicily and the unification of Italy. Liberal policy and local power, 1859-1866 (Oxford 1998).
- Garibaldi. Invention of a hero (New Haven en Londen, 2007).
- Risorgimento: The History of Italy from Napoleon to Nation State (Londen, 2009).
- Under the Volcano: Revolution in a Sicilian Town (Oxford, 2013).
- 'A passion for that cause. The British public and the Risorgimento,’ in S. Wilcox (red.), Photographs of Italy and the British imagination, 1840-1914 (New Haven 2022).
- 'From merchant prince to mobile nation. Nineteenth-century Italians “overseas”,’ Storica 83, 2023.